# سان سالفو
سان سالفو (بالإيطالية: San Salvo)‏ هي بلدية في مقاطعة كييتي في إقليم أبروتسو الإيطالي.

## السكان
في سنة 1861 بلغ عدد السكان 1٬833 نسمة، وتطور العدد ليصل في سنة 2011 لـ 18٬848 نسمة.
يظهر هذا المخطط البياني تطور النمو السكاني لـ سان سالفو

## توأمة
لسان سالفو اتفاقيات توأمة مع كل من:
- Saint-Nicolas-de-Port [الإنجليزية]‏
- City of Swan [الإنجليزية]‏
- سيكشفهيرفار